# Tambahan
Tambahan is een bestuurslaag in het regentschap Dairi van de provincie Noord-Sumatra, Indonesië. Tambahan telt 1030 inwoners (volkstelling 2010).